# Jože Šebenik
Jože Šebenik (* 9. März 1937 in Ljubljana; † 1. April 2009 in Notranje Gorice) war ein jugoslawischer Radrennfahrer und nationaler Meister im Radsport.

## Sportliche Laufbahn
Šebenik war im Straßenradsport aktiv. 1961 konnte er Zweiter der Bulgarien-Rundfahrt werden und sich damit erstmals in einer internationalen Landes-Rundfahrt auf dem Podium platzieren. Zuvor hatte er bereits 1957 die Österreich-Rundfahrt bestritten und wurde dort als 20. klassiert. In der Tour de l’Avenir 1961 kam er auf den 67. Gesamtrang. Šebenik gewann 1962 die jugoslawische Meisterschaft im Straßenrennen (1961 war er bereits Vize-Meister) und wurde Dritter der heimischen Jugoslawien-Rundfahrt und war im Frühjahr Zweiter der Ägypten-Rundfahrt hinter Lothar Appler aus der DDR. Dreimal fuhr er die Internationale Friedensfahrt, sein bestes Ergebnis erzielte er 1962 mit dem 32. Platz. Bei den Straßenradsport-Weltmeisterschaften war er 1961 am Start und wurde 41. im Straßenrennen. Er startete für den Verein Rog Ljubljana.